# Kim Kulig
Kim Nadine Kulig-Soyah (* 9. April 1990 in Herrenberg als Kim Nadine Kulig) ist eine ehemalige deutsche Fußballspielerin und heutige -trainerin.

## Karriere

### Vereine

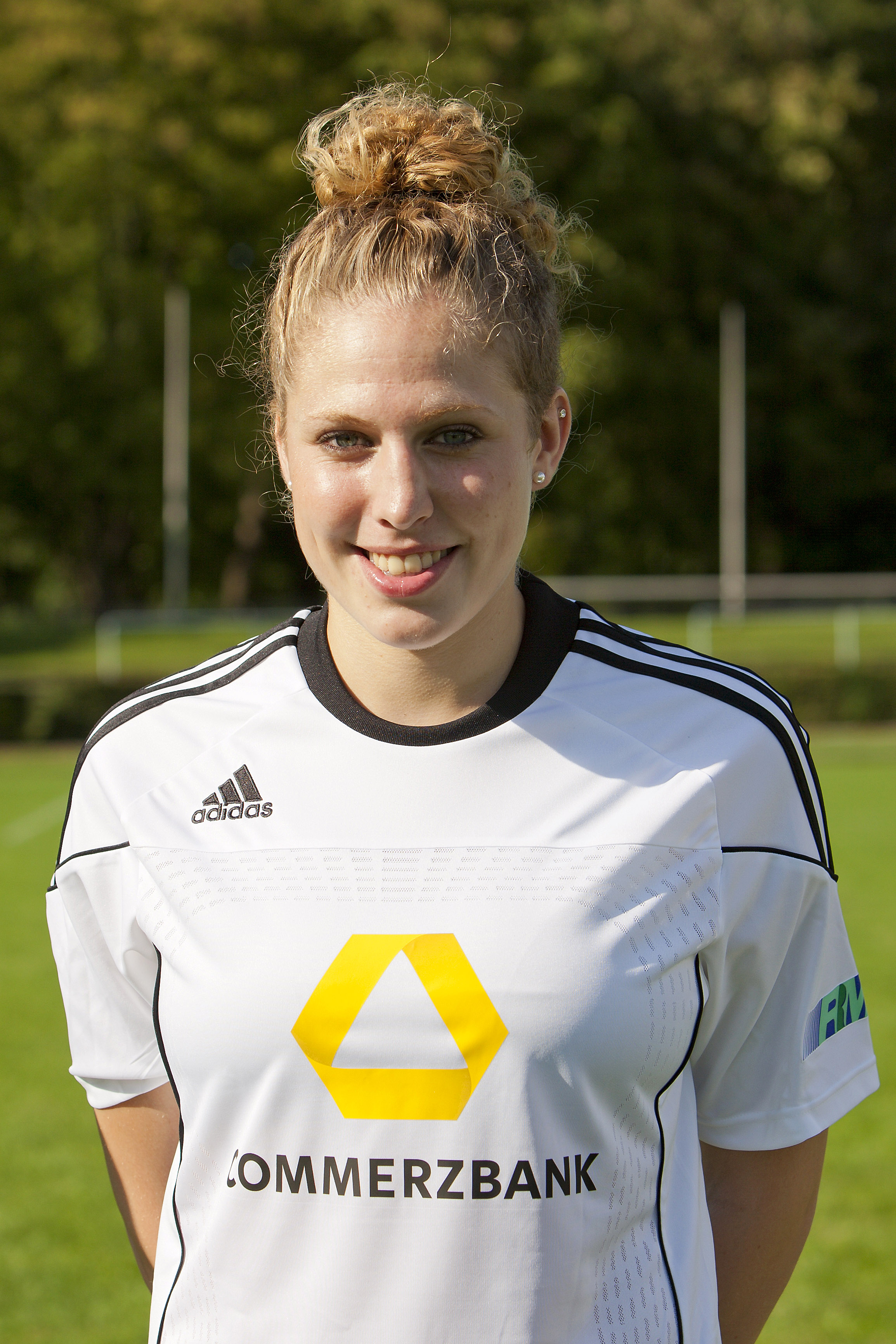
Kulig im Trikot des 1. FFC Frankfurt im August 2011

Kulig begann ihr Fußballleben im Alter von acht Jahren beim SV Poltringen, für den sie in einer Jungenmannschaft spielte. 2001 wechselte sie zum SV Unterjesingen, 2003 zum VfL Sindelfingen. Seitdem wurde sie von einem Bundestrainer des DFB betreut. Mit den B-Juniorinnen wurde sie 2005 und 2006 Meister der Oberliga Baden-Württemberg. Danach wurde sie Stammspielerin in der ersten Mannschaft. In ihrer ersten Zweitligasaison erzielte sie 17 Tore und belegte damit den vierten Platz in der Torschützenliste der Südgruppe.
Zur Saison 2008/09 wechselte sie zum Hamburger SV und avancierte dort in den folgenden drei Jahren zur Leistungsträgerin. Zur Saison 2011/12 ging sie zum 1. FFC Frankfurt, bei dem sie einen bis Sommer 2014 gültigen Vertrag unterschrieb. Ihr Comeback nach einem bei der WM 2011 erlittenen Kreuzbandriss gab Kulig am 15. April 2012 im Champions-League-Halbfinalspiel gegen den FC Arsenal. Nach dem Spiel stellte sich aber heraus, dass der Einsatz noch zu früh gekommen war, denn sie hatte wieder Schmerzen im Knie und musste für den Rest der Saison auf weitere Einsätze verzichten. Ab Mitte 2013 unterzog sie sich wegen anhaltender Beschwerden im Knie mehrerer Operationen und gab Anfang 2015 ihr Comeback. Im September 2015 beendete sie jedoch wegen der durch ihre Knieverletzungen verursachten Sportinvalidität ihre Karriere.

### Nationalmannschaft
Mit der U17-Nationalmannschaft wurde sie 2006 und 2007 Dritte beim Nordic Cup. Sie qualifizierte sich mit der U19-Nationalmannschaft für die U19-Europameisterschaft in Frankreich und mit der U20-Nationalmannschaft für die U20-Weltmeisterschaften 2008 in Chile und 2010 in Deutschland. Bei letzterer löste sie in der 90. Minute des Finales gegen Nigeria mit einem Kopfball an den Pfosten ein Eigentor von Ohale zum 2:0-Finalsieg aus. Im Anschluss wurde sie mit dem Bronzenen Ball für die drittbeste Spielerin des Turniers ausgezeichnet.
Am 25. Februar 2009 bestritt sie ihr erstes A-Länderspiel gegen China, als sie in der 2. Halbzeit eingewechselt wurde. Beim Algarve-Cup Anfang März wurde sie gegen Finnland das erste Mal von Beginn an eingesetzt, ebenso beim erneuten Aufeinandertreffen mit den Chinesinnen, hier gelang ihr auch per Distanzschuss das erste Länderspieltor. Im September gewann Kulig mit der Nationalmannschaft die Europameisterschaft. Sie erzielte dabei im Finale gegen England den Treffer zum 3:1 der deutschen Mannschaft.
Bei der WM 2011 in Deutschland gehörte Kulig zum Mannschaftskader. Im Viertelfinalspiel gegen Japan zog sie sich einen Kreuzbandriss im rechten Knie zu. 14 Monate nach ihrer Verletzung stand sie am 15. September 2012 wieder im Trikot der Nationalmannschaft auf dem Platz, als sie im Spiel gegen Kasachstan in der 66. Minute eingewechselt wurde.

### Als Trainerin
Im Oktober 2016 erwarb Kulig beim DFB Trainerlehrgang die Trainer A-Lizenz. Am 28. Oktober 2017 teilte der 1. FFC Frankfurt in einer Presseerklärung mit, dass Kim Kulig, gemeinsam mit Kerstin Garefrekes, Co-Trainerin der 2. Mannschaft (2. Frauen-Bundesliga Süd) wird. Kulig debütierte in dieser Funktion beim Heimspiel des 1. FFC II gegen Andernach am 29. Oktober 2017.   Am 21. Dezember 2017 trat der damalige Cheftrainer Philipp Kabo zurück und Kulig übernahm als Cheftrainerin die in der 2. Frauen-Bundesliga spielende zweite Mannschaft der Frankfurter. 2020 nahm Kulig am Fußballlehrer-Lehrgang der DFB-Akademie teil. Zur Saison 2023/24 wurde sie Cheftrainerin beim Frauenteam des FC Basel.

## Persönliches
Kulig wuchs mit drei Schwestern und zwei Brüdern in Poltringen auf. Sie bestand im Frühsommer 2010 am Gymnasium Heidberg das Abitur. Seit 2012 engagiert sie sich für das Projekt Zervita als Botschafterin. Seit Oktober 2013 studiert sie an der Hochschule Darmstadt Innenarchitektur und nutzte die Zeit während der Rehabilitation, ihr Sportmanagement-Fernstudium voranzutreiben. Am 29. Mai 2016 heiratete Kulig die ehemalige Fußballspielerin Melanie Soyah.
Bei der Frauen-Weltmeisterschaft 2015 in Kanada agierte sie wegen ihrer Verletzung nur außerhalb des Spielfelds als Expertin des ZDF und übte dieses Engagement nach ihrem Karriereende im September 2015 bis zum Frühjahr 2016 (März) aus. Von Oktober 2015 bis zum Dezember 2017 arbeitete sie in der Zentrale des DFB in Vollzeit. Sie war dort als Scout bei der Gegnerbeobachtung tätig und gehörte zu den engsten Mitarbeitern im Stab der Bundestrainerin Steffi Jones.
Seit August 2021 ist Kulig Teil des Experten-Teams der UEFA Champions League auf Amazon Prime Video.
Sie ist Anhängerin des VfB Stuttgart.

## Erfolge
- Europameisterschaft: 2009
- U20-Weltmeisterschaft: Weltmeisterin 2010, Dritte 2008
- DFB-Pokal-Siegerin: 2014

## Auszeichnungen
- Fritz-Walter-Medaille in Silber: 2008
- Bronzener Ball bei der U20-WM 2010 als drittbeste Spielerin
- Hamburgs Sportlerin des Jahres: 2010
- Berufung in die Mannschaft des Turniers bei der U20-Weltmeisterschaft 2010